# Огюстен Тиери
Жак Никола̀ Огюстѐн Тиерѝ (на френски: Jacques Nicolas Augustin Thierry) е френски историк.
Роден е на 10 май 1795 година в Блоа в семейството на библиотекар, а негов по-малък брат е историкът Амеде Тиери. През 1813 година завършва „Екол нормал“ в Париж, а през следващите години е близък с Анри дьо Сен-Симон. Активен либерал, той започва да пише в областта на историята, като много от работите му съдържат белетристични елементи, повлияни от литературата на Романтизма, но в същото време прави и първите критични изследвания на историята на общинските институции във Франция.
Огюстен Тиери умира на 22 май 1856 година в Париж.